# Liriomyza tragopogonis
Liriomyza tragopogonis este o specie de muște din genul Liriomyza, familia Agromyzidae, descrisă de De Meijere în anul 1928. Conform Catalogue of Life specia Liriomyza tragopogonis nu are subspecii cunoscute.